# 袁雪芬
袁雪芬（1922年3月26日—2011年2月19日），女，浙江嵊县人，中国越剧表演艺术家，工小旦，为“越剧十姐妹”之一。

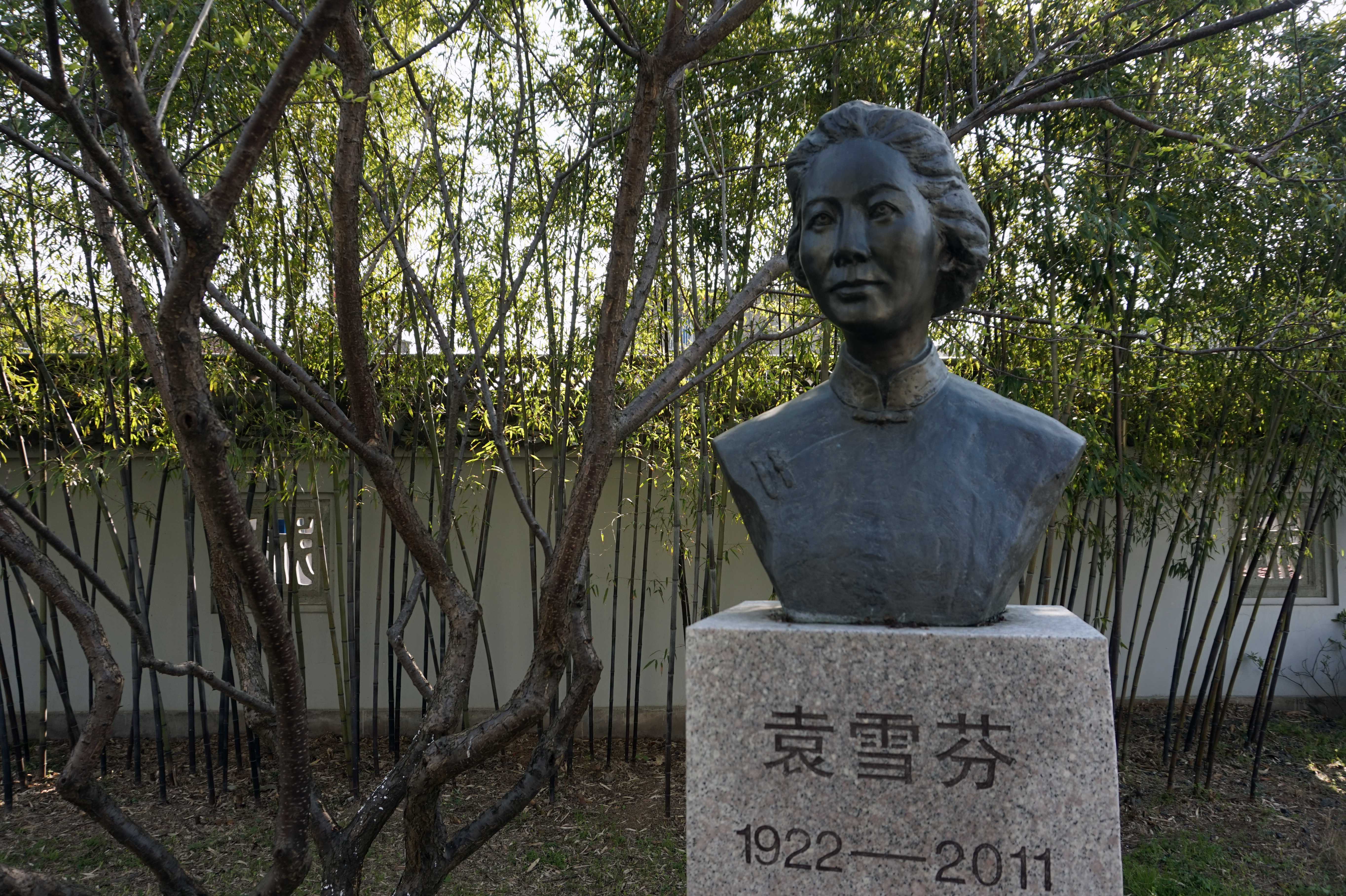
嵊州越剧博物馆袁雪芬铜像

## 生平
1922年3月26日（农历二月廿八日），生于浙江省嵊县（今浙江省嵊州市）甘霖镇杜山村。1933年入四季春科班学戏，1936年到杭州演出，同年初次到上海，参加灌制了女子越剧第一张唱片。1938年后一直在上海从事艺术活动，被誉为越剧“新后”。1942年起开始越剧改革，率先在中国戏曲中建立了编、导、演、音、美的艺术机制；在表演上形成了写意与写实相结合的表演形式，开创一代先河。1943年演出《香妃》时，与琴师周宝财合作，创造了新的（尺调）腔，后发展成越剧的主腔，并衍化出不同流派。其唱腔被称为“袁派”。1946年把《祥林嫂》首次搬上越剧舞台，被舆论称为“新越剧的里程碑”。1949年，她和梅兰芳、周信芳、程砚秋作为戏曲界特邀代表参加了第一届中国人民政治协商会议，并出席开国大典。1950年，创造了新的（男调）腔，并任华东越剧实验剧团团长。1951年，任华东戏曲研究院副院长兼越剧实验剧团团长；1978年，重新担任上海越剧院院长；1985年担任名誉院长。1995年起担任上海市白玉兰戏剧表演艺术奖评委会主任。
袁雪芬是第一、二、三、五、六、七、八届全国人大代表和第五、六、七届全国人大常委会委员。1954年，她当选第一届全国人大代表。9月，她出席第一届全国人大第一次会议讨论宪法草案，期间并发言。
2011年2月19日下午2点，在上海淮海路家中去世，享年89岁。

## 艺术成就
袁雪芬擅长小旦，其艺术被称为“袁派”，戚雅仙、张云霞、金采风、吕瑞英等人皆曾学习袁派艺术。
艺术上力倡革新

## 作品

### 越剧
- 《山河恋》
- 《祥林嫂》
- 《王昭君》
- 《梁山伯与祝英台》
- 《西厢记》

### 电影
- 1953年越剧电影《梁山伯与祝英台》
- 1978年越剧电影《祥林嫂》

## 荣誉
- 1955年，袁雪芬被缅甸总理吴努授予金质奖章
- 1989年，袁雪芬获中国唱片总公司颁发的第一届“金唱片奖”
- 2003年获文化部颁发的国家级艺术终身成就奖“表演艺术成就奖”
- 2008年被文化部授予“国家级非物质文化遗产项目越剧代表性传承人”称号
- 2009年被中国文联和中国剧协授予“首届中国戏剧奖·终身成就奖”。

## 著作
- 袁雪芬等，1997年，越剧舞台美术。上海：上海人民美术出版社
- 袁雪芬，2004年，袁雪芬文集。北京:中国戏剧出版社.